# 피티아 제전
피티아 제전(그리스어: Πύθια)은 델포이 근처에서 4년마다 열린 경기이다.
아리스토텔레스의 기록은 축제에 대한 개요를 제공하고 있다. 게임은 6일에서 8일 동안 지속되었으며 피톤에 대한 아폴론의 승리를 재현하여 시작된것으로 알려져 있다. 축제와 행사는 아폴론 신전에서 의식 제사가 행해졌다. 4일간의 축제 후에 게임이 시작되었다.
4세기 로마 제국에서 기독교가 부상했음에도 불구하고 델피는 여전히 활발한 이교로 남았고 피티아 제전은 적어도 서기 424년까지 행사를 계속했다.

## 같이 보기
- 델포이의 신탁
- 아폴론 신전